# Open du Canada (taekwondo)
Pour les articles homonymes, voir Open du Canada.
L’Open du Canada est une compétition de taekwondo organisée annuellement. Ce tournoi est un événement majeur dans le calendrier international du fait de son label « WTF-G1 ».

## Lieu des éditions
| Montréal |
| Toronto  |
| Richmond |

## Palmarès hommes
| WTF-G1 | WTF-G1            | WTF-G1            | WTF-G1          | WTF-G1               | WTF-G1              | WTF-G1         | WTF-G1              | WTF-G1          |
| Année  | -54 kg            | -58 kg            | -63 kg          | -68 kg               | -74 kg              | -80 kg         | -87 kg              | +87 kg          |
| ------ | ----------------- | ----------------- | --------------- | -------------------- | ------------------- | -------------- | ------------------- | --------------- |
| 2019   | Jorge Hernández   | David Jungwoo Kim | Sebastian Navea | Park Jang-Yeon       | Joshua Liu          | Cédric Ndzouli | Jordan Stewart      | Maicon Siqueira |
| 2018   | Jorge Hernández   | Brandon Plaza     | Shane Britton   | Yosvel Perez         | Andrew Park         | Thomas Rahimi  | Bryan Salazar       | Carlos Sansores |
| 2017   | David Jungwoo Kim | Malik Dobson      | Damon Cavey     | Hervan Nkogho Mengue | Thomas Rahimi       | Cédric Ndzouli | Jordan Stewart      | Jonathan Healy  |
| 2016   | Jack Woolley      | Rui Bragança      | Lucas Guzman    | Huang Yu-Jen         | Jorge Alvarez       | Liu Wei-Ting   | Misael López        | Jonathan Healy  |
| 2015   | Cesar Rodriguez   | Lucas Guzman      | Abel Mendoza    | Isaac Torres         | Maxime Potvin       | Rene Lizarraga | Andrew Cunnane      | Martin Sio      |
| 2014   | Cesar Rodriguez   | Damián Villa      | Abel Mendoza    | Siddhartha Bhat      | Christopher Iliesco | Uriel Adriano  | Misael López        | Anthony Obame   |
| 2013   | Irving Delgado    | Damián Villa      | Saul Gutierrez  | Erick Osornio        | Christopher Iliesco | Lenn Hypolite  | Marc-André Bergeron | Stephen Lambdin |
| 2012   | Kevin Ortiz       | Pascal Laganière  | Rafael Mota     | Siddhartha Bhat      | Christopher Iliesco | Cédric Ndzouli | Marc-André Bergeron | Jayson Grant    |
| 2010   | Tashi Sherpa      | Andrew MacKinnon  | Robb Armour     | Peter López          | Christopher Iliesco | Ángel Román    | Marc-André Bergeron | Christian Suh   |

## Palmarès femmes
| WTF-G1 | WTF-G1               | WTF-G1                | WTF-G1              | WTF-G1              | WTF-G1            | WTF-G1           | WTF-G1              | WTF-G1                 |
| Année  | -46 kg               | -49 kg                | -53 kg              | -57 kg              | -62 kg            | -67 kg           | -73 kg              | +73 kg                 |
| ------ | -------------------- | --------------------- | ------------------- | ------------------- | ----------------- | ---------------- | ------------------- | ---------------------- |
| 2019   | Yvette Yong          | Kiana Chai Chong      | Fabiola Villegas    | Frédérique Santerre | Caroline Santos   | Melissa Pagnotta | Crystal Weekes      | Hannah Keck            |
| 2018   | Valéria Rodrigues    | Josipa Kafadar        | Samantha Leong      | Fabiola Villegas    | Skylar Park       | Milena Titoneli  | Ashlyn Arnold       | Briseida Acosta        |
| 2017   | Monique Rodriguez    | Carissa Fu            | Sarah Malykke       | Skylar Park         | Ashley Kraayeveld | Melissa Pagnotta | Nathalie Iliesco    | Madelynn Gorman-Shore  |
| 2016   | Lin Wan-Ting         | Wu Shao-Yu            | Charlotte Brown     | Carolena Carstens   | Ashley Kraayeveld | Elin Johansson   | Maria Espinoza      | Briseida Acosta        |
| 2015   | Ana Oliván           | Itzel Manjarrez       | Charlotte Brown     | Paulina Armeria     | Ashley Kraayeveld | Melissa Pagnotta | Maria Espinoza      | Briseida Acosta        |
| 2014   | Wan Ting Lin         | Huei-Ning Sun         | Yun-Wen Huang       | I-Wen Kuan          | Samantha Leidel   | Chia-Chia Chuang | Jacqueline Galloway | Briseida Acosta        |
| 2013   | Itzel Manjarrez      | Jessie Bates          | Manuela Bezzola     | Jessica Chavez      | Paulina Baliñas   | Nathalie Iliesco | Jasmine Vokey       | Briseida Acosta        |
| 2012   | Sydney O'Shaughnessy | Aischal van der Linde | Annie-Pier Turcotte | Emely Cargetega     | Ashley Kraayeveld | Melissa Pagnotta | Alison Wookey       | Danese Joseph          |
| 2010   | Zoraida Santiago     | Myrllam Vargas        | Cecilia Lee         | Diana López         | Amber Means       | Sylvie Barker    | Jasmine Vokey       | Kathy Harding Lamarche |